# Cremastus primus
Cremastus primus är en stekelart som beskrevs av Théobald 1937. Cremastus primus ingår i släktet Cremastus och familjen brokparasitsteklar. Inga underarter finns listade i Catalogue of Life.